# Елдер Кошта
Елдер Кошта (порт. Hélder Costa, нар. 12 січня 1994, Луанда) — португальський та ангольський футболіст, вінгер клубу «Лідс Юнайтед» та національної збірної Анголи. На умовах оренди виступає за саудівський клуб «Аль-Іттіхад».

## Клубна кар'єра
Народився 12 січня 1994 року в місті Луанда. Вихованець футбольної школи клубу «Бенфіка», а з 2012 року став виступати за резервну команду у Сегунді. 25 січня 2014 року дебютував за першу команду «Бенфіки» в матчі Кубка португальської ліги 2013/14 проти «Жил Вісенте» (1:0), вийшовши замість Міралема Сулеймані на кінцеві 13 хвилин матчу. Ця гра так і залишилась єдиною для Кошти за першу команду лісабонців.
19 січня 2015 року був відданий в оренду до кінця сезону в клуб Ла Ліги «Депортіво», де до кінця сезону лише 6 разів виходив на заміну в матчі чемпіонату, і 10 липня 2015 року теж на правах оренди став гравцем «Монако». Там він став частіше вигодити на поле і навіть забив свій перший гол у вищому дивізіоні, 8 листопада у ворота «Бордо».
29 липня 2016 року на правах оренди став гравцем клубу «Вулвергемптон Вондерерз», а вже 30 січня 2017 року за 13 мільйонів фунтів стерлінгів англійський клуб викупив контракт гравця. З командою у сезоні 2017/18 виграв Чемпіоншип і на наступний сезон вийшов у Прем'єр-лігу. Станом на 4 грудня 2018 року відіграв за клуб з Вулвергемптона 85 матчів в національному чемпіонаті.

## Виступи за збірні
2009 року дебютував у складі юнацької збірної Португалії, взяв участь у 54 іграх на юнацькому рівні, відзначившись 9 забитими голами. У 2013 році у складі збірної до 19 років брав участь на юнацькому чемпіонаті Європи, де вони дійшли до півфіналу, а Кошта зіграв у трьох матчах і був включений до символічної збірної турніру.
Протягом 2014—2016 років залучався до складу молодіжної збірної Португалії і став бронзовим призером Турніру у Тулоні у 2014 році. Всього на молодіжному рівні зіграв у 12 офіційних матчах, забив 6 голів.
14 жовтня 2018 року дебютував в офіційних матчах у складі національної збірної Португалії в товариській грі проти Шотландії (3:1), забивши свій перший гол за збірну.

## Статистика виступів

### Статистика клубних виступів
| Сезон                     | Команда                   | Чемпіонат                 | Чемпіонат | Чемпіонат | Національний кубок | Національний кубок | Національний кубок | Континентальні кубки | Континентальні кубки | Континентальні кубки | Інші змагання | Інші змагання | Інші змагання | Усього | Усього |
| Сезон                     | Команда                   | Ліга                      | Ігор      | Голів     | Ліга               | Ігор               | Голів              | Ліга                 | Ігор                 | Голів                | Ліга          | Ігор          | Голів         | Ігор   | Голів  |
| ------------------------- | ------------------------- | ------------------------- | --------- | --------- | ------------------ | ------------------ | ------------------ | -------------------- | -------------------- | -------------------- | ------------- | ------------- | ------------- | ------ | ------ |
| 2012–13                   | «Бенфіка Б»               | СЛ (ІІ)                   | 12        | 0         | -                  | -                  | -                  | -                    | -                    | -                    | -             | -             | -             | 12     | 0      |
| 2013–14                   | «Бенфіка Б»               | СЛ (ІІ)                   | 37        | 8         | -                  | -                  | -                  | -                    | -                    | -                    | -             | -             | -             | 37     | 8      |
| 2014–15                   | «Бенфіка Б»               | СЛ (ІІ)                   | 23        | 7         | -                  | -                  | -                  | -                    | -                    | -                    | -             | -             | -             | 23     | 7      |
| Усього за «Бенфіку Б»     | Усього за «Бенфіку Б»     | Усього за «Бенфіку Б»     | 72        | 15        |                    | -                  | -                  |                      | -                    | -                    |               | -             | -             | 72     | 15     |
| 2013–14                   | «Бенфіка»                 | ПЛ                        | 0         | 0         | КП+КЛ              | 0+1                | 0                  | ЛЧ+ЛЄ                | 0+0                  | 0                    | -             | -             | -             | 1      | 0      |
| 2014–15                   | «Бенфіка»                 | ПЛ                        | 0         | 0         | КП+КЛ              | 0+0                | 0                  | ЛЧ                   | 0                    | 0                    | -             | -             | -             | 0      | 0      |
| Усього за «Бенфіку»       | Усього за «Бенфіку»       | Усього за «Бенфіку»       | 0         | 0         |                    | 1                  | 0                  |                      | 0                    | 0                    |               | -             | -             | 1      | 0      |
| 2014–15                   | «Депортіво»               | ПД                        | 6         | 0         | КІ                 | -                  | -                  | -                    | -                    | -                    | -             | -             | -             | 6      | 0      |
| 2015–16                   | «Монако»                  | Л1                        | 25        | 3         | КФ+КЛ              | 3+0                | 2+0                | ЛЧ+ЛЄ                | 0                    | 0                    | -             | -             | -             | 28     | 5      |
| 2016–17                   | «Вулвергемптон»           | Ч (ІІ)                    | 35        | 10        | КА+КЛ              | 3+2                | 1+1                | -                    | -                    | -                    | -             | -             | -             | 40     | 12     |
| 2017–18                   | «Вулвергемптон»           | Ч (ІІ)                    | 36        | 5         | КА+КЛ              | 2+1                | 0                  | -                    | -                    | -                    | -             | -             | -             | 39     | 5      |
| 2018–19                   | «Вулвергемптон»           | ПЛ                        | 7         | 0         | КА+КЛ              | 0+1                | 0+1                | -                    | -                    | -                    | -             | -             | -             | 8      | 1      |
| Усього за «Вулвергемптон» | Усього за «Вулвергемптон» | Усього за «Вулвергемптон» | 78        | 15        |                    | 9                  | 3                  |                      | -                    | -                    |               | -             | -             | 97     | 18     |
| Усього за кар'єру         | Усього за кар'єру         | Усього за кар'єру         | 181       | 33        |                    | 13                 | 5                  |                      | 0                    | 0                    |               | -             | -             | 194    | 38     |

### Статистика виступів за збірну
| Дата       | Місто  | Господарі | Результат | Гості      | Турнір           | Голи | Примітки |
| ---------- | ------ | --------- | --------- | ---------- | ---------------- | ---- | -------- |
| 14-10-2018 | Лондон | Шотландія | 1 – 3     | Португалія | товариський матч | 1    |          |
| Усього     |        | Матчів    | 1         |            | Голів            | 1    |          |

| Дата       | Місто        | Господарі  | Результат | Гості                | Турнір                                  | Голи | Примітки |
| ---------- | ------------ | ---------- | --------- | -------------------- | --------------------------------------- | ---- | -------- |
| 12-11-2021 | Луанда       | Ангола     | 2 – 2     | Єгипет               | Відбір до ЧС 2022                       | 1    | 88'      |
| 16-11-2021 | Бенгазі      | Лівія      | 1 – 1     | Ангола               | Відбір до ЧС 2022                       | -    |          |
| 26-3-2022  | Ріу-Майор    | Ангола     | 3 – 2     | Гвінея-Бісау         | товариський матч                        | -    |          |
| 29-3-2022  | Обідуш       | Ангола     | 0 – 0     | Екваторіальна Гвінея | товариський матч                        | -    |          |
| 1-6-2022   | Луанда       | Ангола     | 2 – 1     | ЦАР                  | Відбір до Кубка африканських націй 2023 | -    |          |
| 5-6-2022   | Антананаріву | Мадагаскар | 1 – 1     | Ангола               | Відбір до Кубка африканських націй 2023 | -    | 82'      |
| Усього     |              | Матчів     | 6         |                      | Голів                                   | 1    |          |